# Стародоронинское
Стародоро́нинское — село в Улётовском районе Забайкальского края России. Входит в состав сельского поселения Доронинское.

## География
Село находится на берегу реки Ингода, в месте впадения ручья Доронник, на расстоянии 40 км к юго-западу от села Улёты, административного центра района.

## История
Решение образовать новый населённый пункт путём выделения из села Доронинское было принято Законом Забайкальского края от 25 декабря 2013 года.
Присвоение наименования селу на федеральном уровне было осуществлено Распоряжением Правительства Российской Федерации от 11 октября 2018 года.

## Население
| 2021 |
| ---- |
| 1    |

## Улицы
В селе имеется одна улица — Партизанская.